# Алексанкин, Александр Васильевич
Александр Васильевич Алексанкин (1929—2014) — советский государственный и политический деятель.

## Биография
Родился в 1929 году. Член ВКП(б) с 1956 года.
С 1953 года — на общественной и политической работе. В 1956—1991 гг. — в аппарате Министерства мелиорации и водного хозяйства Белорусской ССР, директор мелиорационной станции в Гродненской области, министр мелиорации и водного хозяйства Белорусской ССР, первый заместитель министра мелиорации и водного хозяйства СССР, заместитель председателя Совета Министров РСФСР, председатель Государственного агропромышленного комитета Нечернозёмной зоны РСФСР.
Избирался депутатом Верховного Совета РСФСР 9-го, 10-го и 11-го созывов. Народный депутат СССР.
Умер в 2014 году в Москве. Похоронен на Троекуровском кладбище.